# ابو انس اللیبی
ابو انس اللیبی با نام اصلی نزیه عبدالحمید الرقیعی (زاده ۳۰ مارس ۱۹۶۴ - طرابلس درگذشته ۲ ژانویه ۲۰۱۵ در نیویورک) از اعضای گروه القاعده در کشور لیبی بود.
وی که یکی از عاملان حمله به سفارت ایالات متحده آمریکا در دو کشور تانزانیا و کنیا در سال ۱۹۹۸ بوده است در ۵ اکتبر ۲۰۱۳ توسط نیروی دلتا نیروی زمینی ایالات متحده آمریکا و با کمک اف‌بی‌آی و سیا در شهر طرابلس در یک عملیات سری دستگیر شد.
در سپتامبر ۲۰۱۲ شبکه سی‌ان‌ان گزارش داده بود که ابو انس اللیبی پس از تقریباً یک دهه زندانی بودن در ایران به کشور لیبی بازگشته است.
او ۲ ژانویه ۲۰۱۵ چند روز قبل از برگزاری دادگاهش در نیویورک به دلیل ابتلا به سرطان کبد در بیمارستانی درگذشت. او یک برنامه‌نویس رایانه بود، اما به یکی از فرماندهان عملیاتی القاعده تبدیل شد و به همراه رهبران القاعده در افغانستان و پاکستان حضور داشت.